# Aeroporto di Voronež-Čertovickoe
L'aeroporto di Voronež-Čertovickoe (in russo: Аэропорт Воронеж-Чертовицкое) è un aeroporto internazionale ed è principale aeroporto di Voronež situato a 13 km a nord di Voronež, nell'oblast' di Voronež nella Russia europea.

## Storia
- Anni 30 - arrivo dei primi Polikarpov Po-2 a Voronež.
- Anni 50 - costruzione della prima Aerostazione a Voronež e l'apertura dei voli di linea col'arrivo degli aerei Antonov An-2, Lisunov Li-2, Yakovlev Yak-12, Ilyushin Il-12, Ilyushin Il-14.
- 1971 - apertura del nuovo complesso aeroportuale di Voronež a Čertovickoe con la capacità 400 passeggeri/ora.
- 1995 - l'aeroporto di Voronež diventò uno scalo aereo internazionale con l'inaugurazione di voli charter per Turchia, Egitto, Emirati Arabi Uniti, Bulgaria, Cipro, Germania, India, Malta, Grecia ed in altri paesi.[3]

## Strategia
L'aeroporto è gestito ed è il hub principale della compagnia aerea russa Air Company Polet.

## Composizione societaria
L'Air Company Polet possiede più di 50% delle azioni di Voronežavia S.p.a, che gestisce l'aeroporto.

## Dati tecnici
L'aeroporto di Voronež-Čertovickoe attualmente dispone di tre pista attive. La prima pista attiva dell'aeroporto è una pista di classe C di cemento armato di 2.200 m x 49 m, la seconda è una pista di erba di 700 m х 100 m, la terza è una pista di erba di 650 m х 60 m.
Il peso massimo al decollo dalla prima pista dell'aeroporto è di 96 t.
L'aeroporto di Čertovickoe è attrezzato per l'atterraggio/decollo dei seguenti tipi degli aerei: Antonov An-2, Antonov An-12, Antonov An-24, Antonov An-26, Antonov An-30, Antonov An-32, Antonov An-140, ATR 42, Let L 410, Saab 340, Saab 2000, Tupolev Tu-134, Yakovlev Yak-18, Yakovlev Yak-40, Yakovlev Yak-42 e di tutti i tipi degli elicotteri.

L'aeroporto è aperto 24 ore al giorno.

## Collegamenti con Voronež

### Auto
L'Aeroporto di Voronež è facilmente raggiungibile percorrendo la strada statale M4 (Zadonskoe šosse).

### Trasporto pubblico
L'aeroporto è raggiungibile dalla Stazione di Voronež delle Ferrovie russe con la linea no.120 del trasporto pubblico locale in servizio ogni giorno dalle ore 6:50 fino alle ore 19:50.